# António Gomes da Silva Pinheiro Ferreira Pinto Basto
António Gomes da Silva Pinheiro Ferreira Pinto Basto (29 de Março de 1905 - Lisboa, 15 de Janeiro de 1968) foi um empresário e político português.

## Família
Filho de Frederico Tomás Ferreira Pinto Basto e de sua segunda mulher Emília Garrido Pinheiro, bisneta do 1.º Visconde do Cartaxo e sobrinha-bisneta do 1.º Conde da Póvoa e 1.º Barão de Teixeira.

## Biografia
Licenciado em Ciências Económicas e Financeiras, Vereador da Câmara Municipal de Lisboa, Procurador à Câmara Corporativa, Diretor da Casa E. Pinto Basto, Lda., etc.

## Casamento e descendência
Casou em Lisboa a 27 de Janeiro de 1932 com Maria Luísa do Casal Ribeiro Ulrich (Lisboa, 13 de Abril de 1910 - ?), filha de João Henrique Enes Ulrich, bisneto do 1.º Visconde de Orta, e de sua mulher Maria da Conceição do Patrocínio do Casal Ribeiro, filha do 2.º Conde do Casal Ribeiro, da qual teve uma única filha: 
- Maria da Conceição Ulrich Pinto Basto (Lisboa, São Sebastião da Pedreira, 9 de Outubro de 1946), Senhora da Quinta da Fonteireira, em Belas, Sintra, casada em Sintra, Belas, na Capela da Quinta da Fonteireira, a 15 de Agosto de 1966 com Rui Gonçalo José Eduardo de Sousa do Vale Peixoto e Vilas-Boas (Porto, Ramalde, 27 de Novembro de 1939), 5.º Senhor da Casa da Guilhomil, Engenheiro Químico Industrial pelo Instituto Superior Técnico da Universidade Técnica de Lisboa, Tenente Miliciano de Artilharia, Cavaleiro de Graça e Devoção da Ordem Soberana e Militar de Malta e da Ordem Equestre do Santo Sepulcro de Jerusalém, do qual teve quatro filhos